# Notodiaptomus henseni
Notodiaptomus henseni is een eenoogkreeftjessoort uit de familie van de Diaptomidae. De wetenschappelijke naam van de soort is voor het eerst geldig gepubliceerd in 1894 door Dahl F..